# Raión de Kalush
Raión de Kálush (en ucraniano: Калуський район) es un raión o distrito de Ucrania en el óblast de Ivano-Frankivsk. La capital es la ciudad de Kálush.
Comprende una superficie de 3546,8 km². El actual territorio del raión fue definido en la reforma territorial de 2020, al fusionarse el territorio del hasta entonces raión de Kálush con los hasta entonces vecinos raiones de Rozhniátiv y Dolyna. También se integraron en el raión los territorios de las ciudades de Kálush y Boléjiv, que hasta entonces no pertenecían a ningún raión al estar constituidas como ciudades de importancia regional.

## Demografía
Según estimación 2010 contaba con una población total de 62600 habitantes en sus límites antiguos.

## Subdivisiones
Tras la reforma territorial de 2020, el raión incluye 13 municipios: las ciudades de Kálush (la capital), Boléjiv y Dolyna, los sélyshcha de Výhoda, Voinýliv, Bróshniv-Osada, Peréhinske y Rozhniátiv y los municipios rurales de Výtvytsia, Verjnia, Novytsia, Dubá y Spas.

## Otros datos
El código KOATUU fue 2622800000. El código postal 77300 y el prefijo telefónico +380 3472.